# Peperomia micromerioides
Peperomia micromerioides är en pepparväxtart som beskrevs av Luis Aloysius, Luigi Sodiro. Peperomia micromerioides ingår i släktet peperomior, och familjen pepparväxter. Inga underarter finns listade i Catalogue of Life.